# Dactylodeictes amazonicus
Dactylodeictes amazonicus är en tvåvingeart som först beskrevs av Kertesz 1914.  Dactylodeictes amazonicus ingår i släktet Dactylodeictes och familjen vapenflugor. Inga underarter finns listade i Catalogue of Life.